# (1027) Aesculapia
(1027) Aesculapia, ou (1027) Æsculapia[réf. nécessaire], est un astéroïde de la ceinture principale découvert le 11 novembre 1923 par l'astronome belgo-américain George Van Biesbroeck.
Sa désignation provisoire était 1923 YO11.